# 湯迫温泉
湯迫温泉（ゆばおんせん）は、岡山県岡山市中区にある温泉である。

## 泉質
- 単純弱放射能冷鉱泉
  - 泉温　18℃

## 温泉地
日本三名園の一つ、後楽園から北へ3km進んだ高台に一軒宿の「白雲閣」が存在する。日帰り入浴可能。
旅館の名物は、館内で行われる大衆演劇である。一部の浴槽は台湾産大理石の原石で造られている。

## 歴史
開湯は、平安時代と言われている。
鎌倉時代に俊乗坊重源上人により、広く一般に開放されたという歴史を持つ。また、関白だった藤原基房が備前に流された際に発見したとされる由緒ある古湯で、関白専用の隠し湯とも呼ばれた。

## アクセス
- JR山陽新幹線・山陽本線岡山駅から四御神行き約30分、バス停「浄土寺前」下車すぐ。

- 山陽自動車道山陽ICから車で約15分。